# ناصر حمصی
ناصر حمصی (متولد ۲۰ مهر ۱۳۱۹)، شطرنج‌باز ایرانی و عضو سابق تیم ملی شطرنج ایران می‌باشد، که در سالهای ۱۳۴۷، ۱۳۴۸ و ۱۳۴۹ قهرمان شطرنج ایران شد.
وی در قالب تیم ملی شطرنج ایران، سابقه حضور در مسابقات المپیاد شطرنج در سال ۱۹۷۰ را دارد.